# Vệ Thanh
Vệ Thanh (giản thể: 卫青, phồn thể: 衛青, ?-106 TCN), tên gốc là Trịnh Thanh, biểu tự Trọng Khanh (仲卿), là tướng lĩnh nhà Hán trong lịch sử Trung Quốc. Ông nổi tiếng với thân phận em trai của Vệ Tử Phu, Hoàng hậu thứ hai của Hán Vũ Đế; ngoài ra còn là phu quân của Bình Dương công chúa, chị ruột cùng mẹ với Vũ Đế.
Dưới thời Hán Vũ Đế, ông vào cung làm thị vệ, được phong các chức vụ Kiến Chương giám, Thị trung, Thái trung đại phu, Xa kị tướng quân rồi Quan nội hầu, Đại tướng quân và Đại tư mã, đồng thời được Vũ Đế phong tước Trường Bình hầu, thực ấp lên tới 16,700 hộ. Không những thế, Vũ Đế còn gả người chị mình vô cùng thân thiết là Bình Dương công chúa cho Vệ Thanh.
Trong những năm từ 129 TCN đến 119 TCN, Vệ Thanh từng bảy lần đại thắng quân Hung Nô ở phía bắc, khiến Hung Nô suy yếu trầm trọng, lập nhiều đại công cho triều đình. Ông qua đời vào năm 106 TCN, được truy tôn là Trường Bình Liệt hầu, con cháu tiếp tục được kế tập tước hầu. Vệ Thanh được xem là một trong các đại danh tướng trong lịch sử phong kiến Trung Quốc cùng với Bạch Khởi, Hàn Tín, Lý Tĩnh, Nhạc Phi và Từ Đạt, do có công đánh quân rợ phía bắc mở rộng bờ cõi cho nhà Hán và là tấm gương sáng cho các tướng lĩnh đời sau.

## Thân thế
Ông là người huyện Bình Dương, Hà Đông. Mẹ là Vệ Ẩu, có ghi chép là thiếp của Bình Dương hầu Tào Thọ. Vệ Ẩu đa tình, trước khi lấy Bình Dương hầu đã có 1 con trai và 3 con gái với người khác (trong số đó có Vệ Tử Phu, sau là Hoàng hậu của Hán Vũ Đế). Sau khi lấy Bình Dương hầu, bà tư thông với gia nô trong phủ là Cấp sự Trịnh Quý, sinh ra con trai, đặt tên Trịnh Thanh (鄭青). Sau khi chào đời, Trịnh Thanh bị đuổi ra khỏi Bình Dương phủ nên sống với cha và bị bắt đi chăn cừu. Tuy nhiên chỉ vài năm sau, vợ cả của Trịnh Quý sinh được con nên ghét bỏ Trịnh Thanh. Ông về ở với mẹ tại Bình Dương phủ, đổi họ Vệ nên từ đó gọi là Vệ Thanh (卫青).
Vì không phải con của Bình Dương hầu nên từ bé, Vệ Thanh cùng với anh chị làm gia nô trong phủ. Đến tuổi trưởng thành, Vệ Thanh làm mã phu, theo hầu chị ruột Hán Vũ Đế là Bình Dương công chúa, cũng là vợ cả của Tào Thọ. Khi Công chúa ra ngoài đều có Vệ Thanh cưỡi ngựa theo bảo vệ.

## Được trọng dụng
Mùa xuân năm 139 TCN, chị khác cha của Vệ Thanh là Vệ Tử Phu được Hán Vũ Đế ân hạnh, nạp làm cung phi. Vệ Thanh nhờ đó được tuyển vào cung làm chức Cấp sự kiến chương doanh, làm việc ở cung Kiến Chương. Sự tích kể có lần Vệ Thanh vào cung, gặp một người tội phạm. Người này thấy cốt cách của Vệ Thanh, đoán rằng về sau Vệ Thanh sẽ được phong hầu.
Vũ Đế ngày càng sủng ái Vệ Tử Phu, khiến Hoàng hậu khi đó là Trần A Kiều vô cùng đố kị. Để trả thù, Quán Đào công chúa, mẹ của Trần hoàng hậu đã bắt nhốt Vệ Thanh vào ngục, chuẩn bị xử tử. May thay một người bạn của Vệ Thanh là Công Tôn Ngao đã giúp ông trốn thoát. Vũ Đế nghe tin vô cùng tức giận, bèn theo ý của Vệ Tử Phu cho gọi Vệ Thanh, thấy người cao lớn, giỏi võ nghệ, liền cho làm Kiến Chương giám, thống lĩnh đội cận vệ, hàm Thị trung. Đồng thời tấn phong Vệ Tử Phu làm Phu nhân, và phong cả người anh trưởng của Vệ Thanh và Vệ Tử Phu là Vệ Trường Quân làm Thị trung.
Do muốn hạn chế quyền lực của thân tộc họ Lưu, Vũ Đế trở nên trọng dụng thân tín ngoại thích. Vệ phu nhân liên tục sinh 3 Công chúa, gần như độc sủng, do đó Vệ Thanh càng được Vũ Đế tin tưởng, thăng dần tới chức Thái Trung đại phu. Hai người chị khác của Vệ Thanh là Vệ Quân Nhụ và Vệ Thiếu Nhi cũng được ban hôn sự tốt. Vũ Đế sau đó phế truất Trần hậu, lập Vệ phu nhân làm Kế hậu, khiến cả nhà họ Vệ trở nên vô cùng hiển quý.
Năm 129 TCN, chồng của Bình Dương công chúa là Tào Thọ qua đời. Vợ của Vệ Thanh là Thẩm thị cũng mất sớm nên có người khuyên công chúa lấy Vệ Thanh, nhưng công chúa ngần ngại vì Vệ Thanh vốn chỉ là thị vệ trong nhà mình, bèn đi gặp Vệ hoàng hậu hỏi ý kiến. Vệ hậu muốn gia đình mình càng thân thiết với hoàng tộc nên vô cùng ủng hộ rồi xin lên Vũ Đế. Vũ Đế rất vui mừng, hạ chiếu cho Vệ Thanh kết duyên cùng Bình Dương công chúa. Trước đó, Vệ Thanh có ba con trai là Vệ Kháng, Vệ Bất Nghi và Vệ Đăng, sau cùng Bình Dương có thêm một con gái.

## Bảy lần thắng Hung Nô

### Lần thứ nhất
Năm 129 TCN, quân Hung Nô ở miền bắc đem quân nam tiến đánh nhà Hán, tiến đến vùng Thượng Cốc. Hán Vũ Đế nghe tin, bèn cử 4 vạn quân chia làm bốn đường, phong Vệ Thanh làm Xa kị tướng quân, cùng Lý Quảng và Công Tôn Hạ dẫn quân chống cự với giặc. Đạo quân Vệ Thanh nhanh chóng dẹp tan quân Hung Nô, tiến đến tận Long Thành (nơi phát tích của Hung Nô), tuy nhiên hai đạo của Lý Quảng và Công Tôn Ngao lại thất bại. Mặc dù vậy, Vũ Đế vẫn trọng thưởng cho công lao này của Vệ Thanh, phong ông làm Quan nội hầu.

### Lần thứ hai
Mùa thu năm 128 TCN, một lần nữa Vệ Thanh dẫn ba vạn kị binh chiến đấu với Hung Nô, xuất kích vào Nhạn Môn Quan, giết hơn 1000 quân Hung Nô.

### Lần thứ ba
Bước sang mùa xuân năm 127 TCN, ông lại tiếp tục dẫn 40000 quân tiến vào Vân Trung chống Hung Nô, đánh bại và tiêu diệt hai đạo quân Hung Nô do Bạch Dương Vương và Lâu Phiền Vương chỉ huy, chém và bắt sống hơn 1000 người, thu phục và sáp nhập vùng đất Hà Sáo của Hung Nô mà gần như không mất một binh sĩ nào, toàn quân khải hoàn trở về. Chiến thắng này có ý nghĩa quan trọng, giải quyết được mối đe dọa của Hung Nô đối với kinh đô Trường An. Do lập được công to, Vệ Thanh tiếp tục được phong tước Trường Bình hầu với thực ấp ban đầu là 3800 hộ.

### Lần thứ tư
Tuy nhiên quân Hung Nô không chịu thất bại. Ngay sau khi lên ngôi, thiền vu Y Trĩ Tà lập tức chuẩn bị phát động chiến tranh với Đại Hán lần nữa. Năm 126 TCN, hơn vạn quân Hung Nô được lệnh nam tiến, công đánh Đại Quận, giết thái thú Cung Hữu và bắt hơn 1000 người. Năm sau, 124 TCN, hơn 3 vạn quân Hung Nô lại tràn sang, tiến công vào Đại quận, Định Tương, Thượng Quận. Tướng Hung là Hữu Hiền Vương do oán hận nhà Hán nên cũng nhiều lần tiến vào Hà Sáo, giết chết rất nhiều người dân vô tội. Trước sức mạnh của Hung Nô, Vệ Thanh lại lần thứ tư xuất chinh, dẫn 3 vạn kị binh ra Cao Khuyết, cộng thêm các cánh quân Hán khác là gần 10 vạn người, phối hợp cùng đánh Hung Nô. Vệ Thanh dẫn quân tiến đánh thần tốc, một ngày đi được hơn 6-7 trăm dặm, tiến đánh Hữu Hiền Vương. Hữu Hiền Vương đang say khướt và không địch nổi quân Hán, bèn bỏ trốn. Lần xuất chinh thứ tư của Vệ Thanh tiếp tục giành được thắng lợi, bắt sống 15,000 quân và mười mấy quý tộc Hung Nô. Hán Vũ Đế vô cùng vui mừng, bèn phong Vệ Thanh làm Đại tướng quân và ban thêm cho ông 8700 hộ nữa. Vũ Đế còn định phong cho ba người con của ông lên tước hầu tất cả, nhưng ông không đồng ý và khuyên Vũ Đế hãy thưởng cho các thuộc tướng của mình. Theo lời thỉnh cầu của Vệ Thanh, 7 tướng lĩnh đánh Hung Nô đã được phong tước hầu.

### Lần thứ năm và lần thứ sáu
Mùa xuân và mùa hạ năm 123 TCN, Vệ Thanh hai lần liên tiếp đưa quân lên phía bắc đánh Hung Nô. Lần thứ nhất, ông cùng người cháu là Hoắc Khứ Bệnh chia quân làm hai đường tiến công. Cánh của Vệ Thanh tiến vào nơi đóng quân của Thiền vu Hung Nô Y Trĩ Tà và giành được đại thắng, tiêu diệt hơn vạn quân Hung. Tuy nhiên về sau, hai tướng Hung Nô là Tô Kiến và Triệu Tín kịp thời cứu được thiền vu. Về cánh quân của Hoắc Khứ Bệnh cũng giành chiến thắng trước Hung Nô, tiêu diệt 2028 tên địch.

### Lần thứ bảy
Mùa xuân năm 119 TCN, Hán Vũ Đế lại cử Vệ Thanh cùng Hoắc Khứ Bệnh mỗi người dẫn 5 vạn kị quân thành hai đường đánh Hung Nô, lại cho hơn 14 vạn ngựa chiến và 50 vạn bộ tốt và hậu cần. Đây là lần thứ bảy Vệ Thanh tấn công Hung Nô. Quân Hán tiến vào Đại Quận, đánh bại quân của Tả Hiền Vương, buộc ông này phải đem 4 vạn quân đầu hàng nhà Hán. Sau đó Vệ Hoắc mỗi người chia quân theo hai phía đông-tây, cánh của Hoắc Khứ Bệnh tiến đánh Đại quận, còn cánh của Vệ Thanh đi về phía đông, thu phục Định Tương.
Vệ Thanh đưa quân đi được về phía bắc gần 1000 dặm thì gặp quân chủ lực của Thiền vu Hung Nô. Ban đầu quân Hán có gặp một số khó khăn nhưng sau đó Vệ Thanh lại ra lệnh dùng thế trận chiến xa và dùng 5000 kị binh phối hợp tạo thành thế trận liên hoàn để đối đầu với quân số đông của Hung Nô, làm quân Hung Nô mất nhuệ khí. Giữa lúc hai bên đang giao tranh thì bỗng có giông tố nổi lên. Vệ Thanh khéo léo lợi dụng sức gió yểm hộ đã cho quân xuất kích, tiến đánh thẳng vào cánh quân của thiền vu. Thiền vu Y Trĩ Tà hoảng sợ, bỏ trốn về phía bắc không dám quay lại, còn quân Hung Nô bị đánh cho đại bại. Quân Hán chém hơn 1 vạn thủ cấp, và tiếp tục hành quân về phía bắc, đuổi theo thiền vu Hung Nô, tiến đến thành Triệu Tín. Chiến dịch đánh Hung Nô lần thứ bảy của Vệ Thanh kết thúc với thắng lợi hoàn toàn dành cho quân Hán, đẩy Hung Nô về tận sa mạc phía bắc và giải quyết được nạn Hung Nô uy hiếp triều đình.
Sau khi ca khải hoàn trở về, Vệ Thanh cùng Hoắc Khứ Bệnh đều được Vũ Đế phong làm Đại Tư mã.
Tuy nhiên cũng trong trận đánh này, lão tướng Lý Quảng do hành quân chậm và đến trễ nên bị Vệ Thanh ra lệnh truy cứu. Lý Quảng cảm thấy tự ái, bèn rút gươm tự sát. Con Quảng là Lý Cảm đang làm tướng dưới quyền Hoắc Khứ Bệnh cho rằng Vệ Thanh hãm hại cha mình, nên cầm kích vào nơi ở của Vệ Thanh. Ban đầu ông muốn trị tội Lý Cảm. Hoắc Khứ Bệnh nghe tin đó, sợ mạo phạm cậu, bèn nhân lúc đi săn cùng thuộc hạ đã bắn chết Lý Cảm. Vũ Đế biết được nhưng cũng bỏ qua việc này, nói rằng Lý Cảm bị hươu xô mà chết.

## Qua đời
Do lập được chiến công hiển hách trong chiến tranh với Hung Nô nên Vệ Thanh liên tiếp được hậu thưởng. Đến cuối đời, phong ấp của ông đã lên tới 20,200 hộ.
Những năm cuối đời, Vệ Thanh cũng tiếp tục được thăng chức và mở rộng quyền hành. Năm 117 TCN, Hán Vũ Đế bỏ chức thái úy, giao luôn cho Vệ Thanh (đang làm Đại tư mã) quyền Thái úy, quyền lực ngang bằng với tể tướng. Vũ Đế còn muốn các đại thần bái lạy Vệ Thanh nhưng đại thần Cấp Ảm không chịu. Vệ Thanh thấy vậy chẳng những không giận mà còn kính trọng Cấp Ảm.
Năm 106 TCN, Vệ Thanh lâm bệnh qua đời, được truy tặng thụy hiệu là Trường Bình Liệt hầu. Tính từ khi được sung vào cung năm 139 TCN đến khi mất, ông hoạt động được hơn 30 năm, không rõ bao nhiêu tuổi. Thi hài ông được an táng cùng Bình Dương Công chúa ở núi Tượng Lô.
Từ sau cái chết của Vệ Thanh, Vệ hậu và thái tử Lưu Cứ mất đi chỗ dựa, bị các quần thần tìm cớ hãm hại. Kết quả là năm 91 TCN, vụ án Vu Cổ xảy ra, Hoàng hậu và thái tử đều bị hại sau án Vu Cổ. Con trai ông là Vệ Kháng (được kế tập tước hầu) cũng bị vu khống là có dính dáng vào việc này nên cũng bị giết. Hai người con còn lại cũng bị liên lụy và bị tước bỏ tước vị. Mãi đến đời Hán Tuyên Đế, gia tộc họ Vệ mới được phục hồi lại thân phận. Sang đời Hán Bình Đế, người chắt của Vệ Thanh là Vệ Huyền được phong chức Thị trung và Quan nội hầu.

## Đánh giá
Dường như Tư Mã Thiên không có thiện cảm với Vệ Thanh và Hoắc Khứ Bệnh. Trong Sử ký, Vệ Tướng quân Phiêu kị tướng quân liệt truyện, Tư Mã Thiên cho rằng Vệ Thanh vốn dĩ là ngoại thích, xuất thân thấp hèn, là đứa con không chính thống, chỉ dựa vào sự sủng ái của Vũ Đế đối với Vệ hậu mà được trọng dụng, thậm chí còn miêu tả ông như một con người có tác phong mềm yếu và không đánh giá cao chiến công của ông. Các sử gia đời sau cũng đánh giá Tư Mã Thiên có thái độ bất công đối với Vệ Thanh, có thể là do sự uất ức của ông này trong vụ việc của Lý Quảng Lợi mà có sự căm ghét đối với những người thuộc ngoại thích. Thậm chí Tư Mã Thiên còn ám chỉ việc ông được trọng dụng không phải do tài năng mà do thế lực của Hoàng hậu trong mục Nịnh hạnh truyện.
Tuy nhiên trong phần Hoài Nam Hành Sơn liệt truyện, Tư Mã Thiên lại đánh giá cao phẩm chất của Vệ Thanh qua việc viết thủ hạ của Hoài Nam vương khen ngợi tính cách của ông. Nhiều tướng lĩnh nổi danh đời sau như Tào Chương (đời Tam Quốc, con trai Tào Tháo), Lý Tĩnh (đời nhà Đường) hay Nhạc Phi, Tông Trạch, Tô Tuấn (cha Tô Đông Pha) (đời nhà Tống), Thích Kế Quang (đời nhà Minh) đều đánh giá cao về công lao, tài năng cầm quân và phẩm chất của Vệ Thanh.

## Gia đình
- Cha: Trịnh Quý
- Mẹ: Vệ Ẩu
- Anh chị em
  - Vệ Trường Quân (anh)
  - Vệ Nhụ (chị)
  - Vệ Thiếu Nhi (chị)
  - Vệ Tử Phu (Hoàng hậu nhà Hán, chị)
  - Vệ Bộ (em trai)
  - Vệ Quảng (em trai)
- Vợ: 
  - Thẩm thị (mẹ Vệ Kháng), tên thật là Thẩm Hà, sinh được 3 đứa con trai cho Vệ Thanh, con trai trưởng thừa hưởng phong tước của cha là Trưởng Bình hầu Vệ Kháng .
  - Bình Dương công chúa[16]. Hai chồng cũ đã mất, với vị thế là chủ cũ đồng thời là chị chồng của Vệ Tử Phu, bà đến chia buồn với Vệ Thanh sau khi Thẩm Hà qua đời. Không bao lâu sau thì 2 người nảy sinh tình cảm, nhưng với vị thế là chị chồng của Vệ Tử Phu, nên bà khá e ngại. Về sau, khi nghe Vệ Tử Phu bẩm báo chuyện này lên với em trai bà là Hoàng Thượng, nên lòng bà có chút nhẹ nhõm. Vốn đã thích Vệ Thanh từ sau khi Tào Thọ qua đời, nhưng Hạ Hầu Pha lăng nhăng, thông dâm với thị tỳ, khiến bà chán ghét. Sau đó, thì hoàng thượng đã ân chuẩn cho bà tiến tới với nhau ( kiểu bạ vá nhau mà sống, do Vệ Thanh góa vợ nuôi 3 con trai, còn bà thì góa chồng nuôi đứa con trai duy nhất của mình và Tào Thọ ). Nhận lệnh chăm sóc công chúa sau khi Tào Thọ qua đời, càng khiến Vệ Thanh không thể từ chối hôn sự này, sau đó công chúa cũng chấp nhận tái hôn lần 3 với ông. Về sau, ông cùng với Bình Dương công chúa sinh hạ 1 con gái ( con chung của 2 người ) khiến gia đình càng thêm hạnh phúc hơn.
- Con cái :

1. Vệ Kháng [衛伉], con trai Vệ Thanh, tước Trường Bình hầu (長平侯), bị xử tử năm 91 TCN.
2. Vệ Bất Nghi [衛不疑], con trai Vệ Thanh, tước Âm An hầu (陰安侯).
3. Vệ Đăng [衛登], con trai Vệ Thanh, tước Phát Can hầu (發乾侯).
4. Một người con gái (với Bình Dương công chúa).